# Such Good Friends
Such Good Friends is een Amerikaanse filmkomedie uit 1971 onder regie van Otto Preminger. Het scenario is gebaseerd op de gelijknamige roman uit 1970 van de Amerikaanse auteur Lois Gould.

## Verhaal
Julie komt erachter dat haar man ontrouw is, als ze zijn geheime dagboek vindt. Wanneer haar man een operatie ondergaat in het ziekenhuis, besluit Julie om wraak te nemen.

## Rolverdeling
| Acteur               | Personage        |
| -------------------- | ---------------- |
| Dyan Cannon          | Julie            |
| James Coco           | Timmy            |
| Jennifer O'Neill     | Miranda          |
| Ken Howard           | Cal              |
| Nina Foch            | Moeder van Julie |
| Laurence Luckinbill  | Richard          |
| Louise Lasser        | Marcy            |
| Burgess Meredith     | Kalman           |
| Sam Levene           | Oom Eddie        |
| William Redfield     | Barney           |
| James Beard          | Dr. Mahler       |
| Rita Gam             | Doria            |
| Michael Giordano III | Matthew          |
| Oscar Grossman       | Portier          |
| Nancy Guild          | Molly            |